# Porania hermanni
Porania hermanni är en sjöstjärneart som beskrevs av Madsen 1959. Porania hermanni ingår i släktet Porania och familjen kuddsjöstjärnor. Inga underarter finns listade i Catalogue of Life.